# Михаил (Лярош)
Митрополит Михаил (фр. Métropolite Michel, в миру Филипп Лярош, фр. Philippe Laroche; 26 марта 1943, Нёйи-сюр-Сен — 14 апреля 2022, Сюрен) — архиерей Православной церкви Украины (с 2019 года). Ранее епископ непризнанного Киевского патриархата с пребыванием во Франции. Писатель, историк, богослов.

## Биография
Родился 26 марта 1943 года в городе Нёйи-сюр-Сен во Франции. Внук Жюля Ляроша, писателя и посла Франции в Турции, участвовавшего в разработке Версальского договора.
С юных лет Филипп Лярош принадлежал к французской православной миссии галликанского обряда, возглавлявшейся епископом Иоанном-Нектарием (Ковалевским), которая сначала принадлежала к Московскому патриархату, а затем существовала как Сен-Денийская епархия Русской православной церкви заграницей.
В 1966 году решением Архиерейского Синода РПЦЗ Сен-Денийская епархия была упразднена, а епископ Иоанн-Нектарий (Ковалевский) в том же году основал Православную кафолическую церковь Франции.
29 сентября 1967 году епископ Иоанн-Нектарий рукоположил Филиппа Ляроша в сан диакона, 1 ноября 1969 года там же архиереем — в сан священника.
В 1966—1974 годы Филипп обучался в Парижском Институте Святого Дионисия.
В 1972 года Кафолическая православная церковь Франции была принята в юрисдикцию Румынской православной Церкви.
12 апреля того же года патриархом Румынским Юстинианом священник Филипп Лярош был возведён в сан протоиерея и награждён Патриаршим крестом.
В том же году протоиерей Филипп Лярош недалеко от Парижа основал приход в честь святого Михаила и святого Нектария Эгинского.
В 1978 году протоиерей Филипп Лярош вышел из состава Кафолической православной церкви Франции в юрисдикции Румынского патриархата и присоединился к неканоническому греческому старостильному Авксентьевскому Синоду.
В 1987 году вернулся в Румынский патриархат, но вошёл в состав не автономной Кафолической церкви Франции, а Западно-Европейской епархии, возглавлявшейся архиепископом Адрианом (Христу).
В 1988 году протоиерей Филипп Лярош защитил докторскую диссертацию по богословию, что было официально утверждено Священным синодом Румынской православной церкви под председательством патриарха Румынского Феоктиста (Арэпашу). По сумме опубликованных трудов он получает степень доктора богословия.
В начале 1996 года протоиерей Филипп Лярош присоединился к Православной автономной митрополии Западной Европы и Америки («Священному Миланскому Синоду»), который с 1993 года на правах автономии входил в состав Украинской православной церкви Киевского патриархата.
10 апреля 1996 года был пострижен в монашество с именем Михаил. 11 апреля возведён в сан архимандрита, а 12 мая — рукоположён во епископа Лионского. Хиротонию возглавил митрополит Евлогий (Хесслер)[уточнить]. А уже 12 августа того же года возведён в сан архиепископа Лионского, Парижского и всея Франции.
После выхода «Миланского синода» из УПЦ Киевского патриархата, остался в составе последнего. 29 мая 1998 года решением Синода УПЦ Киевского Патриархата, согласно поданному прошению, был принят в непосредственную юрисдикцию УПЦ Киевского Патриархата. 25 июня 1998 года решением Синода УПЦ КП возведен в сан митрополита Парижского, который имеет в своей юрисдикции всю Францию.
Предпринимал неоднократные попытки перехода в Московский патриархат, настаивая на действительности своей епископской хиротонии, в связи с чем прекратил общение с Филаретом (Денисенко). Был исключен из официального списка иерархов Киевского патриархата.
Впоследствии решил вернуться в состав Киевского патриархата. Как отмечается в решении Синода УПЦ КП «по свидетельству самого преосвященного митрополита Михаила (Ляроша), он не разрывал своего канонического связи с Киевским патриархатом, поминает за богослужением имя Предстоятеля, Святейшего патриарха Киевского и всей Руси-Украины Филарета, и желает вместе с приходами в его юрисдикции находиться в составе Украинской православной церкви Киевского патриархата».
14 мая 2014 года в связи с поданным со стороны Михаил (Ляроша) прошением Синод УПЦ КП решил, что «в связи с отсутствием свидетельств об исключении или выходе преосвященного митрополита Михаила (Лярош) из юрисдикции Киевского патриархата, установить, что преосвященный Михаил (Лярош), митрополит Парижский, принадлежит к епископату Украинской православной церкви Киевского патриархата».
18 ноября 2014 года принял участие IV Международная научная конференции «Православие в Украине», проведённой в Киевской православной богословской академии.
15 декабря 2018 года в связи с ликвидацией Киевского Патриархата, вошёл в состав новообразованной Православной церкви Украины. 5 февраля 2019 года решением Священного Синода ПЦУ подтверждалось его членство в епископате этой юрисдикции с титулом «митрополит Корсунский».
Согласно его заявлению в мае 2019 года, полагает себя пребывающим в подчинении Галльского митрополита Константинопольского патриархата и признаёт только митрополита Епифания как предстоятеля церкви на Украине митрополит Корсунский, подчинённый управляющему Галльской митрополии Константинопольского патриархата. Тем не менее, на официальном сайте ПЦУ указано, что он «c 2019 года митрополит Корсунский ПЦУ»

## Труды
Его авторству принадлежат труды по богословию, православной аскезе, экклезиологии и истории Православной Церкви, а также гомилетике.
Его работа «Одна плоть», переведена на несколько языков и издана более чем в 80 000 экземпляров. Митрополит Мишель Лярош является признанным специалистом в вопросах взаимоотношений между Православием и Католицизмом. Одна из его книг, «Второбрачие», является по данному вопросу на сегодня единственным авторитетным православным источником на французском языке. Он пишет также в традиции патристической: «Второе рождение: от человека скорби до человека Воскресения», где терпение скорбей рассматривается, как необходимый духовный опыт и важнейшее условие духовного воскресения человека. Книга «Жизнь во Имя его» об Иисусовой молитве переведена на румынский, как и другие некоторые его работы.
Его последняя книга, изданная в Albin Michel в 2010 году «Путь молчания в традиции отцов-пустынников», опубликованной впервые в 5 000 экземпляров, вторично издана во Франции, переведена и опубликована летом 2013 года в Италии. Митрополит Мишель Ларош публикует в январе 2014 года исследование в области геополитики и экклезиологии «Христианских корни Европы. От Миланского эдикта 313 г. до 1054 г.», приуроченная к юбилею 1700-летия Миланского эдикта, давшего правовой статус Церкви в Римской империи.

## Публикации
- «Богородица, Матерь Божия в Православной духовности». Издание Présence, Систерон 1981 ; издание и перевод на румынский — 2005.
- «Во едину плоть; духовное испытание родителей». Издание Nouvelle Cité, Париж, 1984 ; издание и перевод на итальянский (1988), португальский (Бразилия) (1989), польский (1990—2006), румынский (1990).
- Жизнь во имя Его, Иисусова молитва и её духовные практики. Издание Présence, Париж, 1992 ; издание и перевод на румынский — 2004.
- На земле, как на небе; духовная жизнь повседневности. Издание Nouvelle Cité, Париж, 1985.
- Второе Рождение. От человека скорби до человека Воскресения. Издание Nouvelle Cité, Париж, 1986.
- Мой сын родился свыше. Духовные размышления православного священника о смерти его сына. Издание Fayard, Paris, 1993. Издание и перевод на польский (2000), румынский (2004).
- Второбрачие. Издание Centurion, Париж, 1996. Перееиздание в серии «Карманная книга христианина» (коллекция «Живая Вера»): Единственная плоть; духовное испытание родителей. Издание Le Cerf, Париж, 1998.
- Быть вдвоём, духовное испытание супругов (под редакцией Натали Кальмэ). Коллекция «Свободное пространство», издание Albin Michel, Париж, 2000.
- Православное папство. История происхождения папизма Константинопольской Патриархии и её экклезиологической войны против Московской Патриархии. Издание Présence, Париж, 2004.
- Путь молчания в традиции пустынных Отцов. Издание Albin Michel, Париж, 2010.
- Христианские корни Европы. От Миланского эдикта 313 г. до 1054 г. Издание Érick Bonnier, Париж, 2014.
- «Київ, матір всіх Церков Руських: вираження стародавнього еклезіологічного принципу» — митрополит Паризький Михаїл // официальный сайт УПЦ КП сайт 03.02.2015